# Ullmann család
A baranyavári nemes és báró Ullmann család egyike a zsidó származású magyar nemesi családoknak.

## Története
Ullmann Móric György nagykereskedő és a Budapesti Áru- és Értéktőzsde alelnöke 1889. december 16-án kapott címeres nemeslevelet I. Ferenc Józseftől. Móric gyermekei közül kiemelendő Adolf, aki neves közgazdász, főrendiházi tag és a Magyar Általános Hitelbank elnöke is volt. Ugyanő 1918. április 13-án bárói címet is kapott. Adolf fia, György a hitelbank ügyvezető igazgatója volt.

## Címere
Kempelen Béla leírása a nemesi címerről:
"Címer: kék mezőben hármas halmon álló oroszlán felemelt jobbjában 7 levelű olajágat tart; sisakdísz: növekvő oroszlán mellső lábaiban Mercurbotot tart; takarók: kék-arany; jelmondat: kékszalagon arany betükkel: In labore virtus."
A bárói címer:
"A bárói címer mint a nemesi, de a pajzsfőben 3 (1+1+1) arany csillaggal bővítve."

## Kiemelkedő családtagok
- Ullmann Adolf (1857–1925), főrendiházi politikus, közgazdász, a Magyar Általános Hitelbank elnöke, a Ferenc József-rend nagykeresztese
- Ullmann György (1891–1961), a Magyar Általános Hitelbank ügyvezető igazgatója, neves műgyűjtő
- Ullmann Móric György (1818–1898), nagykereskedő, a Budapesti Áru- és Értéktőzsde alelnöke